# Mammillaria tetrancistra
Mammillaria tetrancistra är en kaktusväxtart som beskrevs av Georg George Engelmann. Mammillaria tetrancistra ingår i släktet Mammillaria och familjen kaktusväxter. Inga underarter finns listade i Catalogue of Life.

## Bildgalleri

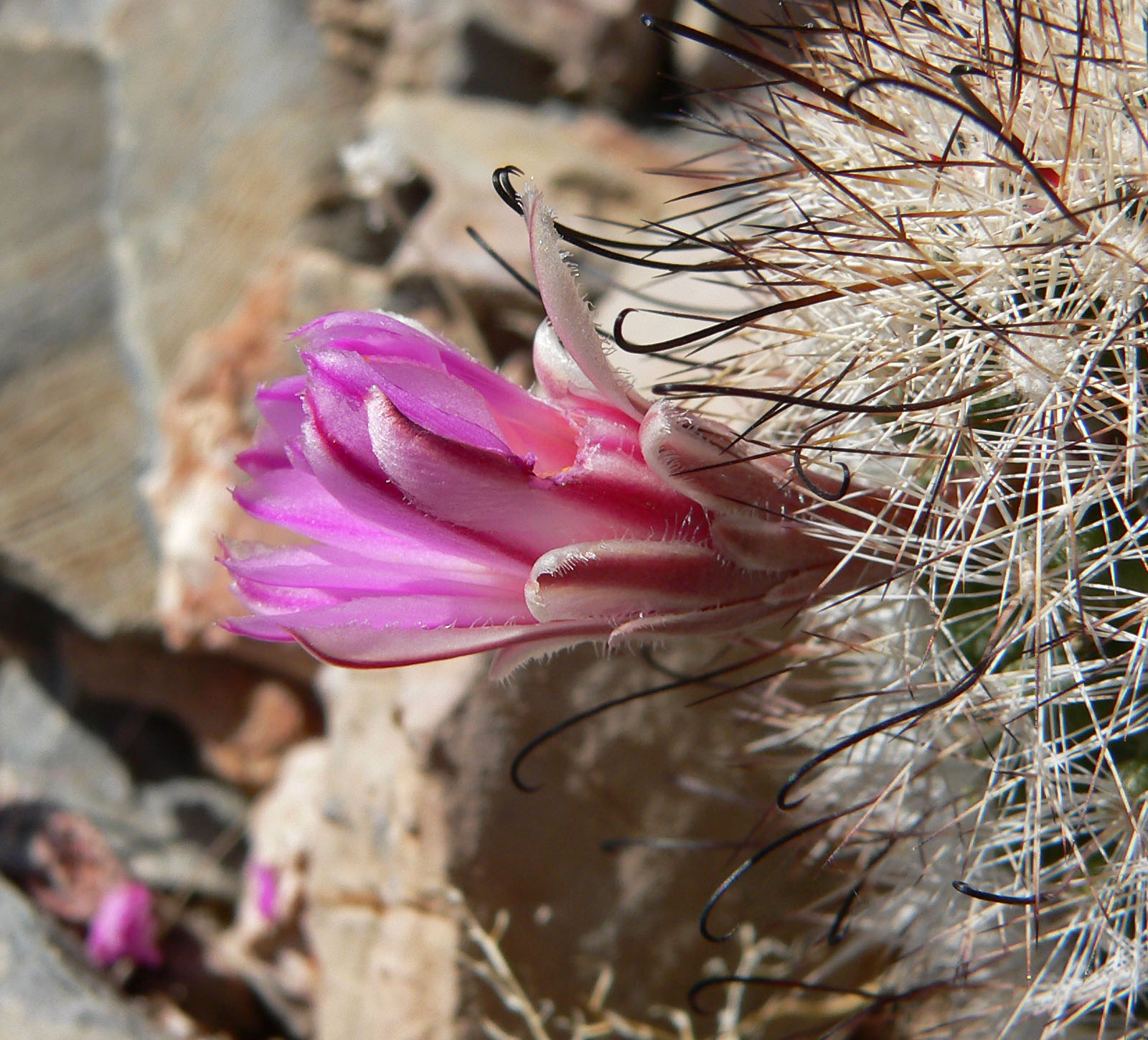
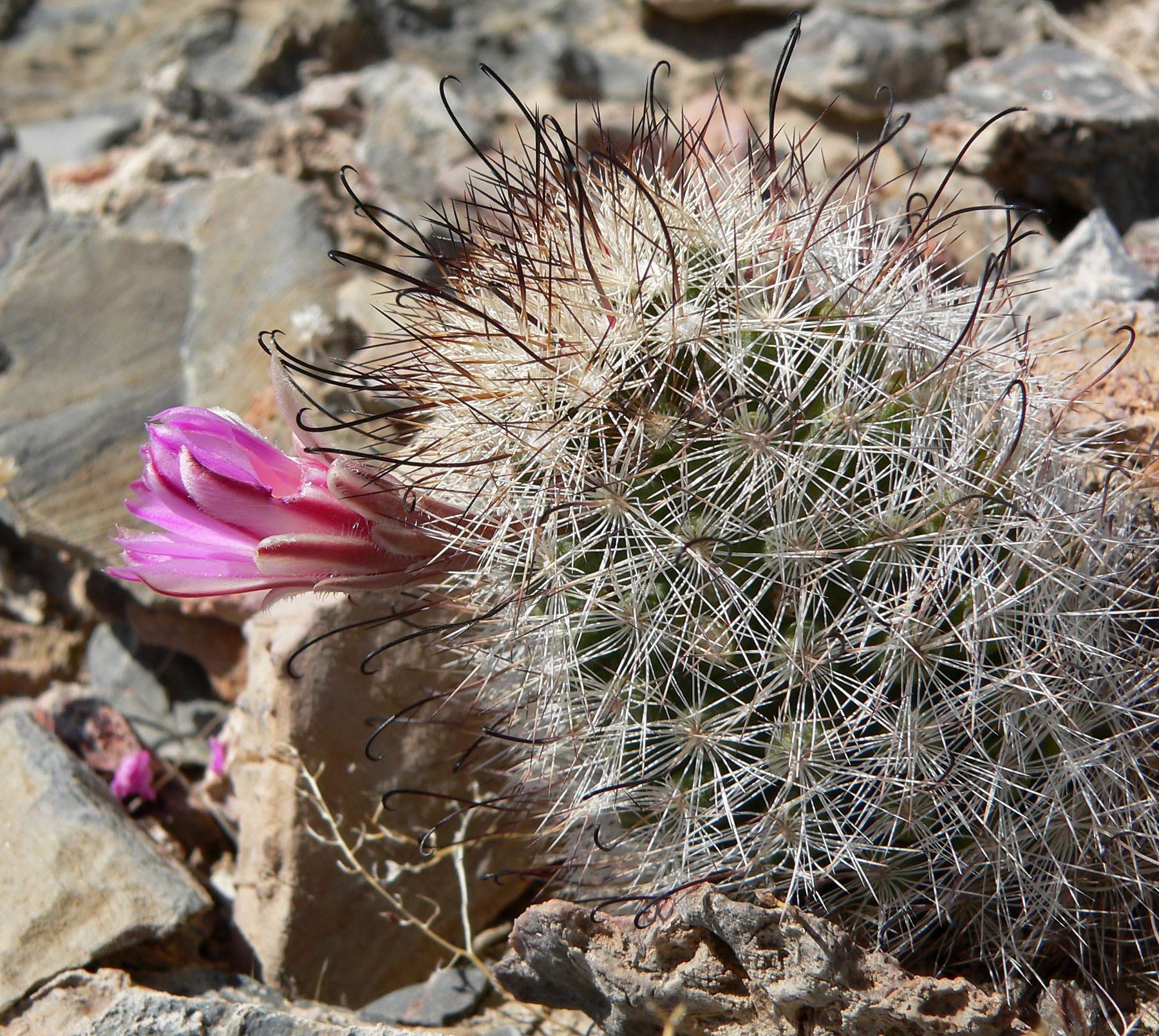
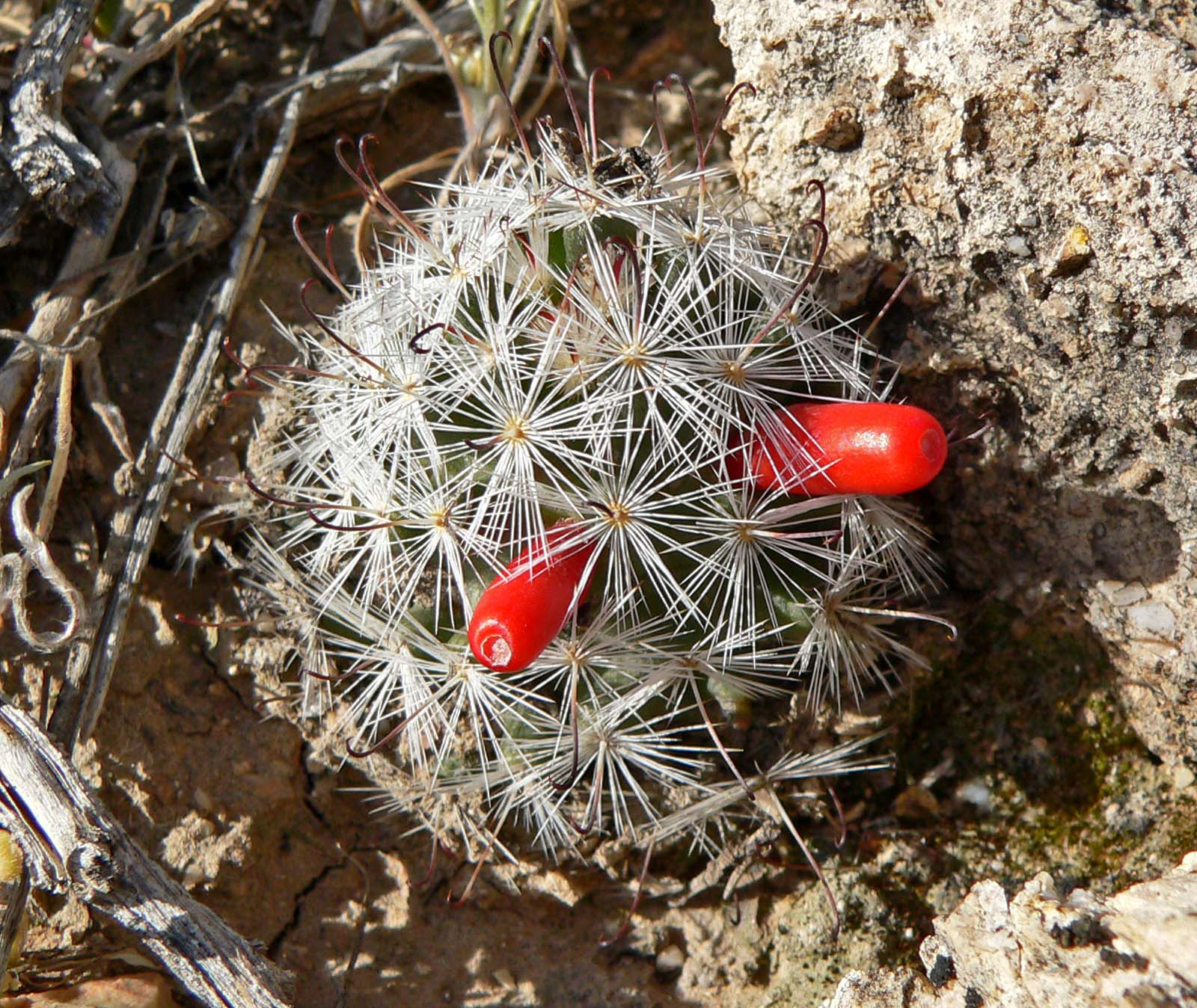
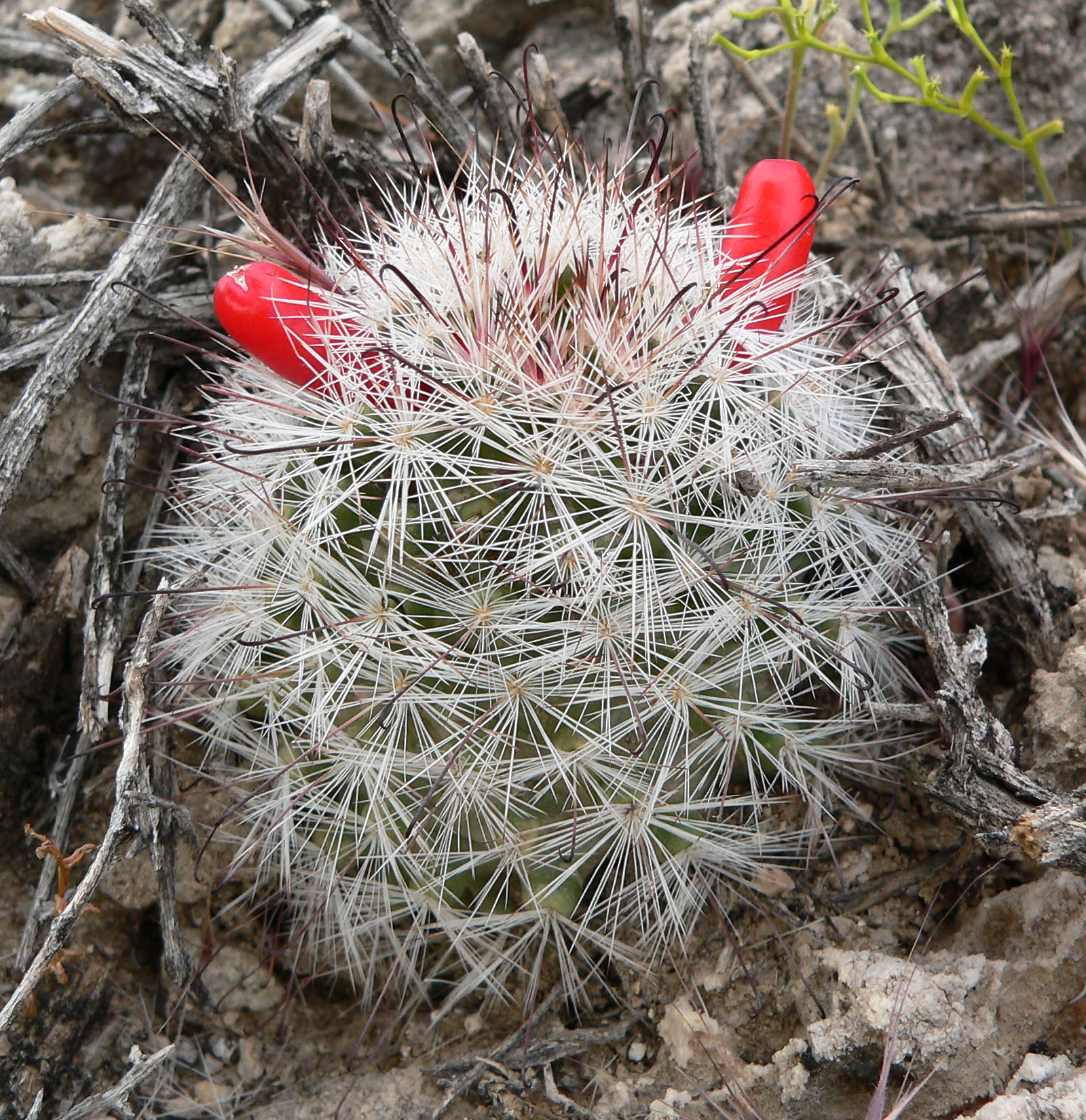
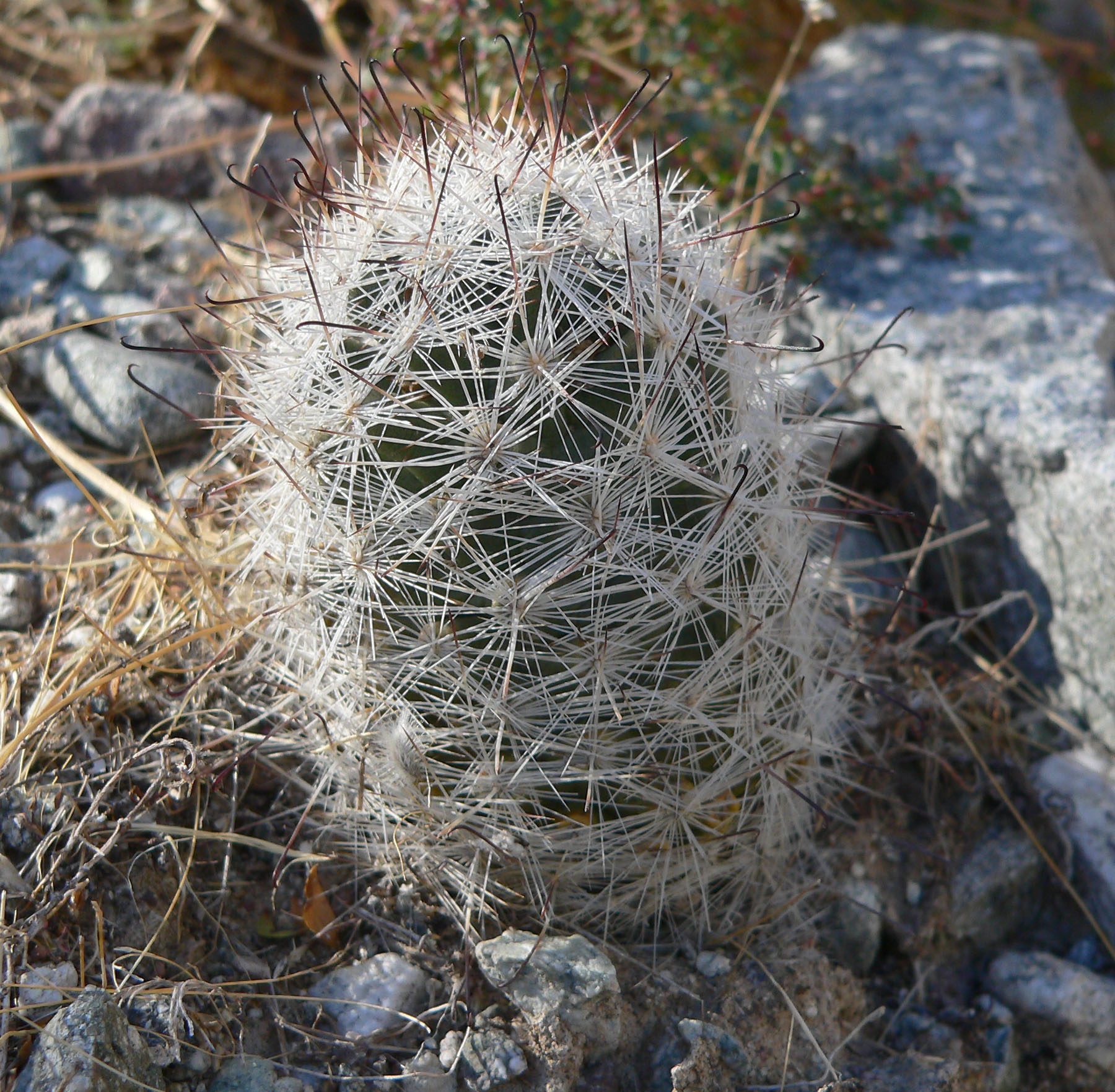
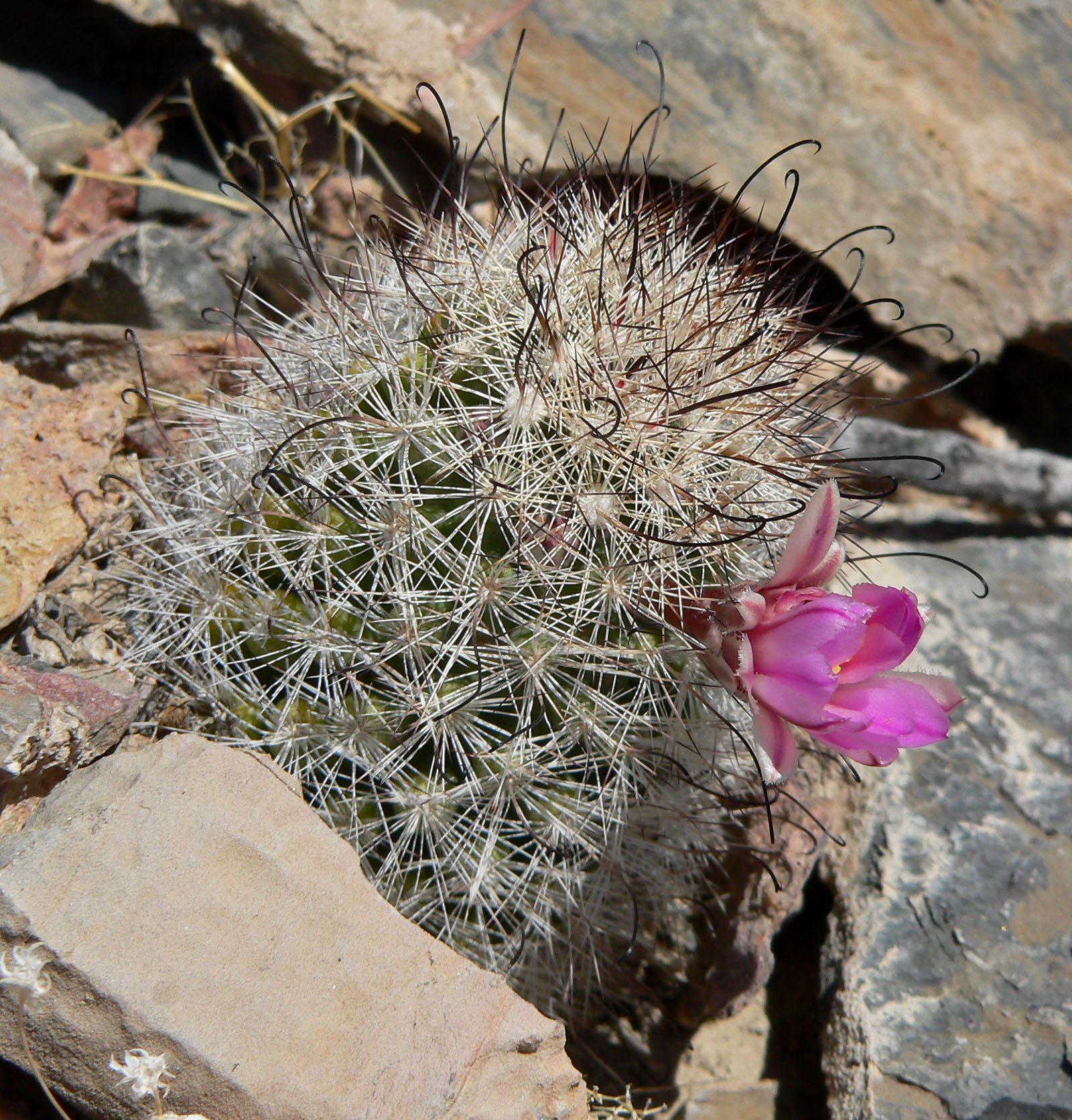